# 勒佩特尔
勒佩特尔（法語：Le Pertre，法語發音：[lə pɛʁtʁ]）是法国伊勒-维莱讷省的一个市镇，位于该省东部偏南，和马耶讷省接壤，属于富热尔-维特雷区。

## 地理
勒佩特尔（48°2'5"N, 1°2'14"W）面积43.63 平方千米，位于法国布列塔尼大區伊勒-维莱讷省，该省份为法国西北部沿海省份，位于布列塔尼半岛东部，北濒大西洋，西接阿摩尔滨海省和莫尔比昂省，南至大西洋卢瓦尔省，西南端接曼恩-卢瓦尔省，东临马耶讷省，东北与芒什省接壤。
与勒佩特尔接壤的市镇（或旧市镇、城区）包括：阿让特雷迪普莱西、布雷阿勒苏维特雷、布列勒、蒙德韦尔、乌东河畔博略、屈耶、拉格拉韦勒、梅拉勒、圣西尔勒格拉沃莱。

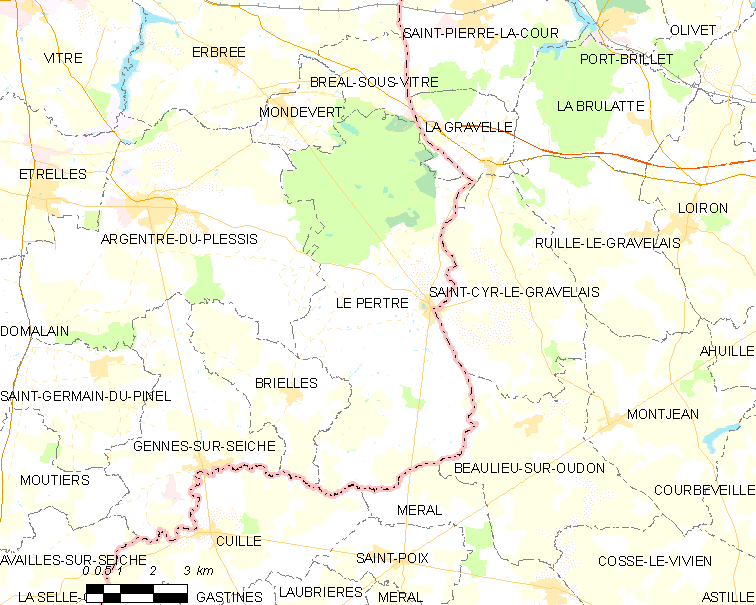
勒佩特尔的OSM定位图

勒佩特尔的时区为UTC+01:00、UTC+02:00（夏令时）。

## 行政
勒佩特尔的邮政编码为35370，INSEE市镇编码为35217。

## 政治
勒佩特尔所属的省级选区为布列塔尼地区拉盖尔什县。

## 人口

1962-2008年间勒佩特尔人口变化图示

勒佩特尔于2022年1月1日时的人口数量为1372人。